# Pioggia rossa in Kerala

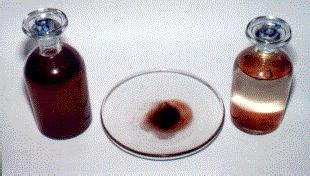
Campioni di pioggia rossa

La pioggia rossa in Kerala è un fenomeno che è stato osservato sporadicamente dal 25 luglio al 23 settembre 2001 nello stato indiano meridionale di Kerala. Si verificarono violenti acquazzoni nei quali la pioggia si presentava innanzitutto rossa, macchiava i vestiti e appariva simile a sangue. Ci sono stati resoconti anche di piogge gialle, verdi e nere.
Inizialmente si è sospettato che le piogge fossero state colorate dai residui provenienti da un'ipotetica esplosione meteoritica, ma il governo indiano ha commissionato uno studio dal quale risulta che le piogge sono state colorate da spore di alghe aeree proliferanti nella zona. Successivamente, all'inizio del 2006, le piogge colorate di Kerala sono balzate improvvisamente agli onori della cronaca dopo che i media avevano diffuso la teoria secondo la quale le particelle colorate sarebbero state cellule extraterrestri, ipotesi avanzata da Godfrey Louis e Santhosh Kumar della Mahatma Gandhi University in Kottayam.

## La pioggia

Il distretto di Kottayam in Kerala, in cui si sono verificate le più intense precipitazioni rosse

Le piogge colorate di Kerala si sono abbattute inizialmente il 25 luglio 2001, dei distretti di Kottayam e Idukki nella parte meridionale dello stato. Alcuni resoconti suggeriscono che sono state osservate anche altre colorazioni della pioggia. Molte altre precipitazioni di questo tipo furono segnalate nel corso dei successivi 10 giorni, diminuendo poi in frequenza fino alla scomparsa nel tardo settembre.
Secondo le testimonianze locali, la prima pioggia colorata fu preceduta da un rumoroso scoppio di tuono e da un lampo di luce, e in seguito si notarono dei boschetti di alberi con foglie diffusamente avvizzite e una colorazione grigio "cenere". È stata riferita la presenza di foglie avvizzite, la scomparsa e l'improvvisa formazione di pozze d'acqua nell'area più o meno allo stesso momento.
La colorazione della pioggia era dovuta a particelle rosse in sospensione nell'acqua piovana e, quando è precipitata, la pioggia rossa è stata a volte fortemente colorata come fosse sangue. Tipicamente la pioggia rossa precipita su piccole aree, non più di qualche chilometro quadrato, e talvolta è stata così localizzata che poteva essere caduta pioggia normale solamente a qualche metro di distanza dalla pioggia rossa. Le precipitazioni rosse normalmente durano meno di 20 minuti.

## Rapporto iniziale
Subito dopo la prima caduta di pioggia rossa, è stato riportato dai media che gli scienziati del Centre for Earth Science Studies (CESS) del Tropical Botanical Garden and Research Institute (TBGRI) avevano determinato che le particelle colorate dell'acqua piovana erano un qualche tipo di spore. Successivamente, nel novembre del 2001, commissionato dal Dipartimento di Scienza e Tecnologia del governo indiano, il CESS e il TBGRI hanno diffuso un rapporto il quale conclude che le piogge di Kerala sono colorate dalle spore di alghe, le quali sono state successivamente fatte sviluppare in un terreno di coltura in alghe lichen-forming del genere Trentepohlia. Quest'alga è risultata associata a licheni negli alberi dell'area di Changanacherry.
Il rapporto affermava inoltre non era presente polvere meteoritica, vulcanica e di origine desertica nell'acqua piovana, e che il suo colore non era dovuto a gas disciolti o a sostanze inquinanti. Il rapporto suggeriva che le forti precipitazioni abbattutesi sull'area di Kerala nelle settimane precedenti alle piogge rosse potrebbero aver causato l'estesa crescita di licheni, i quali avrebbero liberato una grande quantità di spore nell'atmosfera. Non è stato tuttavia trovato alcun meccanismo definito per l'evidentemente straordinaria dispersione delle supposte spore, né per il successivo assorbimento da parte delle nubi.
Gli autori del rapporto hanno analizzato alcuni sedimenti raccolti dalle piogge rosse usando una combinazione di spettrometria di massa al plasma con accoppiamento di ione, spettrometria di assorbimento atomico e metodi chimici per via umida. Gli elementi maggiormente presenti sono elencati di seguito.
| Elemento | Peso % |
| -------- | ------ |
| Al       | 1,00   |
| K        | 0,26   |
| Mg       | 1,48   |
| Ca       | 2,52   |
| Na       | 0,49   |
| Fe       | 0,61   |
| Si       | 7,50   |
| C        | 51,00  |
| P        | 0,08   |
La presenza di alluminio e il bassissimo contenuto di fosforo è sconcertante perché l'alluminio non è normalmente presente nelle cellule viventi, mentre normalmente ci si può aspettare circa il 3% di fosforo nel peso anidro di cellule biologiche.

## Teorie scientifiche
La storia registra molti casi di oggetti inusuali caduti con la pioggia: nel 2000, in un evento di animali piovuti dal cielo, una piccola tromba marina nel Mare del Nord ha risucchiato un banco di pesci un miglio lontano dalla costa, depositandoli poco dopo a Great Yarmouth in Gran Bretagna. La pioggia colorata è un fenomeno tutt'altro che raro, e può essere spesso ricondotta al trasporto di polvere da regioni desertiche in aree di alta pressione, dove si mescola a goccioline d'acqua. Un caso di questo genere si è verificato in Inghilterra nel 1903, quando della polvere proveniente dal Sahara precipitò con la pioggia nel Febbraio di quell'anno.
In principio, la pioggia rossa in Kerala fu attribuita allo stesso effetto, indicando come responsabile la polvere proveniente dal deserto dell'Arabia. Le osservazioni LIDAR hanno rilevato una nube di polvere nell'atmosfera nei pressi del Kerala nei giorni precedenti il verificarsi della pioggia rossa. Tuttavia, questa ipotesi potrebbe non spiegare alcuni aspetti della pioggia rossa, quali ad esempio l'improvviso inizio e il graduale declino nell'arco di due mesi, e la sua localizzazione in Kerala malgrado le condizioni atmosferiche avrebbero dovuto farla manifestare allo stesso modo negli stati vicini.
Un'altra teoria è che la pioggia contenesse sangue di mammifero, un grande stormo di pipistrelli ucciso a un'altitudine elevata, forse da una meteora. Infatti in India alcune specie di pipistrelli vivono in comunità molto numerose. Non è tuttavia piovuta dal cielo alcuna ala di pipistrello o qualche altro resto e nessun processo naturale conosciuto separerebbe i globuli rossi dai globuli bianchi, le piastrine e gli altri componenti ematici. I globuli rossi si disintegrano rapidamente nella comune acqua piovana a causa dell'osmosi, ma questo non è stato evidente con le particelle rosse. Inoltre si sarebbe dovuta avere una considerevole quantità di pipistrelli per coprire un'intera provincia indiana.
Più plausibilmente, è stato suggerito che la polvere piovana rossa fosse stata il risultato della combustione incompleta dei rifiuti chimici nella zona industriale di Eloor, dove le particelle si sono formate a partire da microparticelle di polveri sottili o argilla agglomerata attorno a un aerosol di materia organica parzialmente combusta come il fumo dell'inceneritore raffreddato. La composizione chimica della polvere piovana coincide con la materia organica combusta aggiunta ad argilla; lo schema di ricaduta coincide con i venti prevalenti; infine varie sostanze chimiche organiche possono formare strutture cellulari che sono in grado di replicarsi in presenza di argilla.

## Ipotesi extraterrestre
Un'altra ipotesi è stata proposta nel 2003 da Godfrey Louis e A. Santhosh Kumar, due scienziati del Mahatma Gandhi University in Kottayam, Kerala. Avendo raccolto campioni di acqua piovana in molte località, Louis e Kumar affermano che le particelle rosse non assomigliano alla polvere ma invece appaiono essere cellule biologiche. Analisi chimiche indicano che queste particelle sono formate da materiale organico, e così gli scienziati hanno proposto che le particelle potrebbero essere microbi di origine extraterrestre.
Le analisi di Louis e Kumar hanno trovato che le particelle rosse sono tipicamente delle dimensioni da 4 a 10 µm in larghezza, di forma sferica od ovale, e simili nell'aspetto a organismi unicellulari. In media, 1 millilitro di acqua piovana contiene 9 milioni di particelle rosse, e il peso di tali particelle in ogni litro di acqua piovana era di circa 100 milligrammi. Confrontando queste cifre con l'ammontare di pioggia rossa che si ritiene sia caduto, Louis e Kumar hanno calcolato che è caduto sul Kerala un totale di circa 50.000 chilogrammi di particelle rosse.
Analisi eseguite con spettroscopia energetica dispersiva a raggi X mostrarono che le particelle erano composte principalmente di carbonio e ossigeno, con piccole tracce di silicio e ferro (vedere tabella).
| Elemento  | Peso % | atomico % | standard |
| --------- | ------ | --------- | -------- |
| Carbonio  | 49,53  | 57,83     | CaCO3    |
| Ossigeno  | 45,42  | 39,82     | Quarzo   |
| Sodio     | 0,69   | 0,42      | Albite   |
| Alluminio | 0,41   | 0,21      | Al2O3    |
| Silicio   | 2,85   | 1,42      | Quarzo   |
| Cloruro   | 0,12   | 0,05      | KCl      |
| Ferro     | 0,97   | 0,24      | Fe       |
Un analizzatore CHN mostra un 43,03% di carbonio, 4,43% di idrogeno, e un 1,84% di azoto.
Louis e Kumar eseguirono dei test con il bromuro di etidio per vedere se fosse presente una qualche traccia di DNA o RNA nelle particelle rosse, ma non ve ne trovarono. I loro risultati sono stati pubblicati nel periodico Astrophysics and Space Science.
Successivi test sulle particelle vennero eseguiti all'Università di Sheffield da Milton Wainwright, che studiò le spore stratosferiche. Nel Marzo del 2006 affermò che le particelle erano apparentemente simili a spore di un fungo della ruggine, più tardi disse di aver confermato la loro somiglianza con le spore di un'alga, e non trovò alcuna prova che suggerisse la presenza si polvere, sabbia, gocce di grasso o sangue all'interno della pioggia. Disse anche che, “Sembra che ci sia una tendenza crescente da parte degli scienziati di tirar fuori spiegazioni assurde quando viene richiesto dagli organi di stampa di commentare nuovi o insoliti fenomeni. Un buon esempio ci è fornito dai commenti riguardo alla recente pioggia rossa in India.”
Un campione di pioggia venne spedito anche alla Università di Cardiff per eseguire delle analisi richieste dal promotore della panspermia Chandra Wickramasinghe. Wickramasinghe disse che “il lavoro riportava risultati positivi riguardanti il DNA”. Presto i microbi saranno analizzati alla ricerca di specifici isotopi del carbonio; se saranno differenti da quelli delle forme di vita presenti sulla terra saranno la prova definitiva della loro origine extraterrestre.

### Possibile origine cometaria
Poche ore prima del primo scroscio di pioggia rossa, i residenti del distretto Changanasserry di Kottayam affermano di aver udito un boom sonico, accompagnato da un lampo di luce. Louis e Kumar suggeriscono che ciò è stato causato dalla disintegrazione di una piccola cometa entrante nell'Atmosfera terrestre, contenente grandi quantità di particelle rosse. Le osservazioni mostrano che l'85% della pioggia rossa cadde entro 10 giorni dal 25 luglio, e Louis e Kumar suggeriscono che ciò è correlato con la sistemazione delle particelle rosse dentro l'atmosfera superiore dopo un'esplosione cometaria. Speculazioni iniziali degli scienziati di Thiruvananthapuram affermarono che le particelle rosse avrebbero potuto essere polvere di una cometa, ma successive ricerche mostrarono che in realtà si trattava di spore dell'alga Trentepohlia.
Louis e Kumar successivamente affermarono che le particelle fossero cellule e che quindi rappresentassero una evidente prova della presenza di vita extraterrestre. Se tali particelle, che hanno natura biologica, si sono originate in una cometa, sarebbe la prima prova a favore della teoria della panspermia, secondo la quale la vita è stata portata sulla Terra da qualche altra porzione dell'universo. Fred Hoyle e Chandra Wickramasinghe sono stati i propositori di tale teoria, che però è stata scartata dalla maggior parte degli scienziati. In ogni caso, le ricerche continuano.
Si dice che le cellule siano capaci di riprodursi anche a temperature superiori ai 300 °C. Se altri scienziati lo confermassero, ciò renderebbe unica la loro esistenza. Tra le Ipertermofile della superficie terrestre, la più alta temperatura di sopravvivenza riscontrata è pari a 130 °C.